# ترس أباد
ترس‌ أباد هي قرية في مقاطعة خوي، إيران. يقدر عدد سكانها بـ 571 نسمة بحسب إحصاء 2016.